# Parochodaeus pectoralis
Parochodaeus pectoralis är en skalbaggsart som beskrevs av Leconte 1868. Parochodaeus pectoralis ingår i släktet Parochodaeus och familjen Ochodaeidae. Inga underarter finns listade i Catalogue of Life.